# Eunice impexa
Eunice impexa är en ringmaskart som beskrevs av Grube 1878. Eunice impexa ingår i släktet Eunice och familjen Eunicidae. Inga underarter finns listade i Catalogue of Life.